# Byttneria guineensis
Byttneria guineensis là một loài thực vật có hoa trong họ Cẩm quỳ. Loài này được Keay & Milne-Redh. mô tả khoa học đầu tiên năm 1954.